# Norma Jean (band)

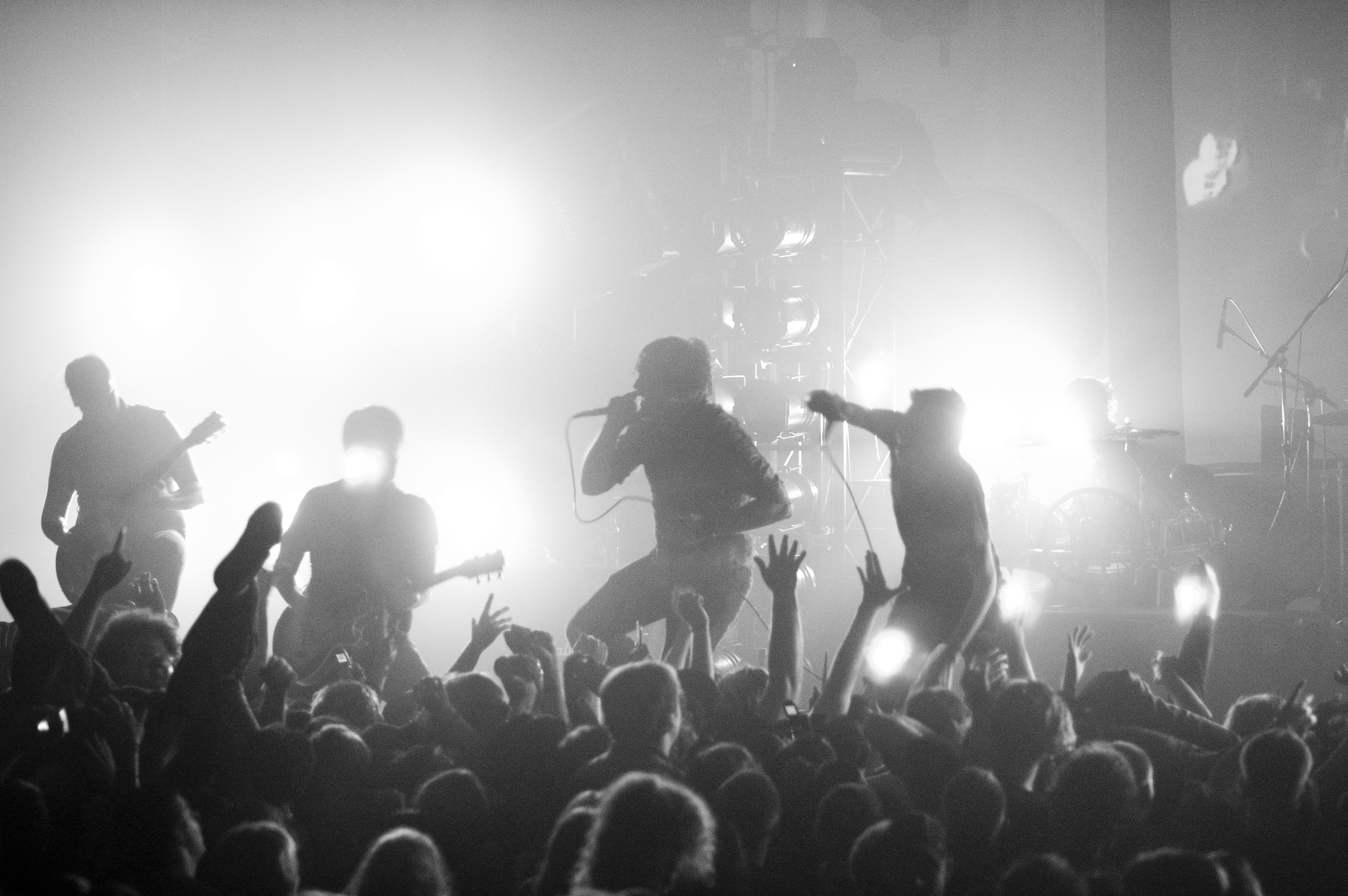
Norma Jean in 2006

Norma Jean is een Amerikaanse christelijke metalcoreband uit Douglasville, Georgia, een buitenwijk van Atlanta.

## Geschiedenis
De band is opgestart door de leden van de band Luti-Kriss, maar met een andere bassist en een drummer in plaats van een dj. Omdat rapper Ludacris een vergelijkbare naam had, veranderden ze hun naam in Norma Jean.
In 2002 verscheen het debuutalbum "Bless the Martyr and Kiss the Child" bij Solid State Records. De originele zanger Josh Scogin verliet de band snel na het eerste album en na enkele wisselingen van zangers kwam men uit bij Cory Brandan Putman. Deze is te horen op het tweede album "O' God, the Aftermath" en alle latere cd's (waaronder het album "Redeemer", geproduceerd door Ross Robinson, bekend van zijn werk met KoЯn, Limp Bizkit, Machine Head, Slipknot, The Cure, Glassjaw, Sepultura, Cold en Vanilla Ice.)
Josh Scogin zong later ook de bands The Chariot en '68.

## Bandleden
- Cory Brandan Putman - vocaal (vroeger bij Eso-Charis, Living Sacrifice, and The Handshake Murders)
- Chris Day - gitaar
- Scottie Henry - gitaar, vocaal (ook in Spitfire)
- Jake Schultz - basgitaar
- Daniel Davison - drums

## Voormalige bandleden
- Josh Scogin - vocaal (verliet de band in 2002 voor The Chariot)
- Josh Doolittle - basgitaar (verliet band in 2002 voor Agnus Dei - uit elkaar)
- Brad Norris - toerende vocalist (2002-2004, was te zien in de clip van "Memphis Will Be Laid To Waste")

## Discografie
- Bless the Martyr and Kiss the Child (2002)
- Norma Jean/mewithoutYou Split 7" (2002)
- O' God, the Aftermath (2005)
- Redeemer (2006)
- The Anti-Mother (2008)
- Meridional (2010)
- Wrongdoers (2013)
- Polar Similar (2016)
- All Hail (2019)